# Waldir Sáenz
Waldir Alejandro Sáenz Pérez (Lima, 15 de mayo de 1973) es un exfutbolista peruano que jugaba como delantero la mayor parte de su carrera en Alianza Lima y su último equipo fue el Walter Ormeño de la Segunda División Peruana. Fue internacional absoluto con la selección de fútbol del Perú.
Es uno de los ídolos y el máximo goleador en la historia del club peruano Alianza Lima con 175 goles en 349 partidos y el segundo mayor anotador de la Primera División del Perú, situándose sólo detrás de Sergio "Checho" Ibarra.

## Trayectoria

### Alianza Lima
En 1992, con 19 años, Waldir Sáenz fue promovido al primer equipo de Alianza Lima. Su debut fue el 10 de octubre entrando a los 70´por Humberto Rey Muñoz en el empate 0-0 con Deportivo Municipal en el Estadio Alejandro Villanueva de La Victoria. 
Anota su primer gol como profesional en la victoria de Alianza Lima por 3-2 sobre Sport Boys en la tercera fecha de la Liguilla Pre-Libertadores el 13 de diciembre de ese año. 
En el campeonato de 1993 fue el máximo goleador del certamen, con 31 goles, logro que repitió en 1996.
En 1997, Sáenz marcó el gol número 100 de su carrera jugando por el Alianza Lima. Ese mismo año consiguió el Título Nacional de 1997, ya que consiguieron los torneos Apertura y Clausura. Ese año, junto al brasilero Marquinho serían los pilares del equipo.

### Colorado Rapids
El 18 de marzo de 1998, el Colorado Rapids de la Major League Soccer (liga de fútbol profesional americana) anunciaba la contratación de Waldir Sáenz, tras marcar siete goles en sus últimos siete partidos con Alianza, incluidos cuatro en una victoria sobre Municipal, uno contra Cienciano en el arranque del Torneo Apertura y dos en un par de partidos de la Copa Libertadores contra Sporting Cristal y River Plate de Argentina.  
"Su récord de goles habla por sí solo", dijo el entrenador de los Rapids, Glenn Myernick. "Marcar tantos goles de manera tan consistente es una de las cosas más difíciles de lograr en el fútbol, y estamos muy emocionados de que complete lo que creemos que es un ataque muy peligroso". "Lo que hemos hecho ahora es tomar a dos de los mejores jugadores (Marquinho y Sáenz) de uno de los mejores equipos de Sudamérica (Alianza Lima) y conectarlos a nuestra alineación", agregó el gerente general de los Rapids, Dan Counce.
Sáenz, de 24 años en ese entonces, se unió a los Rapids con un acuerdo de préstamo por un año, donde Colorado tenía la opción después de esta temporada de comprar su contrato y convertirlo en miembro permanente de los Rapids. "Estoy muy halagado de que el entrenador Myernick y los Rapids me vieran y decidieran hacer un esfuerzo para traerme aquí", dijo Sáenz. "Llegar a un nuevo equipo en un nuevo país es muy emocionante, y espero que no tarde mucho en encajar en el equipo". 
Sáenz hizo 7 goles en 27 partidos en esa temporada, mientras que Marquinho convertiría 3 goles en 11 partidos.

### Alianza Lima
Waldir volvió en 1999 al club y obtuvo el torneo clausura, jugando 38 partidos y anotando 24 goles; la final de ese año la perdería frente al clásico rival, Universitario de deportes.

### Unión de Santa Fe
En 2000 jugó por el Club Atlético Unión de Santa Fe, Argentina, junto a su compatriota Juan José Jayo Legario. Waldir solo jugó 3 partidos y anotó un gol mientras que Jayo realizó grandes participaciones, por lo que llegó a España.

### Sporting Cristal
A mediados del año 2000 regresó a Perú y jugó por el Sporting Cristal. Hizo 7 goles oficiales a nivel local e internacional en 22 partidos. Subcampeón del torneo Clausura 2000.

### Alianza Lima
Regresó al Alianza Lima en el año del centenario (2001), donde jugó el Apertura en una apretada final ante el Sporting Cristal, partido que ganó por 2 a 1. Después de perder el Clausura, el Alianza se enfrentaría al Cienciano, (ganador del Torneo Clausura).
Como campeón nacional, Sáenz se erigió como mejor jugador aliancista en las dos finales, logrando el 3 a 2 en el encuentro de ida en Matute, y marcó en la serie de penales en el Cusco el decisivo, consiguiendo así un nuevo campeonato en ese año tan especial. Desde el año 2002 fue el jugador que más goles marcó para Alianza Lima en toda la historia del club. 
Después de obtener el Título el año 2003, fue parte importante en el logro del título del Apertura del año 2004, marcando el 1-0 frente a su eterno rival, Universitario de Deportes. Al final del año, Alianza Lima se coronó Bicampeón Nacional. En 2005 no jugó mucho.

### Melgar y Deportivo Municipal
Para el Apertura 2006 fichó por el FBC Melgar de Arequipa. Después de pasar el resto del año 2006 y la primera mitad del 2007 sin club, recaló en el Deportivo Municipal para el Torneo Clausura 2007.

### Alianza Lima
En el Apertura 2008 retornó a Alianza Lima, donde jugó pocos encuentros debido a que no estaba ya en su mejor forma. Al finalizar dicho torneo corto, concluyó su contrato con el club.

### Problemas con la justicia
En 2007, el titular de la Sexta Fiscalía Superior Penal de Lima, Rafael Agüero Pinto, solicitó diez años de prisión para Waldir Sáenz, como presunto cómplice primario en el robo al club Alianza Lima el año 2002, acusación de la cual, el jugador fue absuelto por falta de pruebas contundentes. Los hechos se referían al robo de 55 mil dólares destinados al pago de los sueldos de los jugadores del primer equipo. En su acusación, el titular de este despacho, Rafael Agüero Pinto, indicó que durante el proceso de investigación se habría aceptado la versión de un acusado, que declaró que Waldir habría ideado el asalto, además de proporcionar información detallada del día, la hora y ubicación del dinero. Según el declarante, el jugador lo habría llamado para ejecutar el plan, minutos después de cobrar su sueldo. Agregó además, que días antes el exdelantero del Alianza Lima le propuso simular el robo de su automóvil, con la finalidad de cobrar el seguro con el que cuenta. El jugador fue absuelto por falta de pruebas recién en el 2008 siendo declarado "no culpable". (1)

### Sport Boys y Walter Ormeño
En el año 2009 se incorporó al club Sport Boys del Callao, donde disputó en Segunda División, logrando el campeonato de la misma, anotando 12 goles en 18 partidos convirtiéndolo en el máximo goleador de su club, y consiguiendo así el campeonato para el Sport Boys, logrando su ascenso a primera. Después de 3 años inactivo en el fútbol, regresó a las canchas para jugar el 2013 por el Walter Ormeño de Cañete, club dónde anotó 2 goles en 8 partidos.
Waldir se retiró definitivamente del fútbol el 27 de diciembre del 2017, en el Día del Hincha Blanquiazul, a los 44 años.

## Selección nacional
Formó parte de la selección que quedó fuera del mundial de Francia 1998 solo por diferencia de goles. Obtuvo el cuarto lugar en la Copa América de 1997 y la medalla de bronce en la Copa Oro del año 2000.

## Clubes
| Club                | País           | Año       | PJ  | Goles | Prom |
| ------------------- | -------------- | --------- | --- | ----- | ---- |
| Alianza Lima        | Perú           | 1992-1998 | 192 | 115   | 0.60 |
| Colorado Rapids     | Estados Unidos | 1998      | 27  | 7     | 0.26 |
| Alianza Lima        | Perú           | 1999      | 38  | 24    | 0.63 |
| Unión de Santa Fe   | Argentina      | 2000      | 3   | 1     | 0.33 |
| Sporting Cristal    | Perú           | 2000      | 22  | 7     | 0.32 |
| Alianza Lima        | Perú           | 2001-2005 | 119 | 37    | 0.31 |
| FBC Melgar          | Perú           | 2006      | 6   | 1     | 0.17 |
| Deportivo Municipal | Perú           | 2007      | 5   | 0     | 0.00 |
| Alianza Lima        | Perú           | 2008      | 6   | 0     | 0.00 |
| Sport Boys          | Perú           | 2009      | 18  | 12    | 0.67 |
| Walter Ormeño       | Perú           | 2013      | 8   | 2     | 0.25 |
| Total               | Total          | Total     | 444 | 206   | 0.46 |

## Palmarés

### Torneos cortos
| Título          | Club         | País | Año  |
| --------------- | ------------ | ---- | ---- |
| Torneo Apertura | Alianza Lima | Perú | 1997 |
| Torneo Clausura | Alianza Lima | Perú | 1997 |
| Torneo Clausura | Alianza Lima | Perú | 1999 |
| Torneo Apertura | Alianza Lima | Perú | 2001 |
| Torneo Clausura | Alianza Lima | Perú | 2003 |
| Torneo Apertura | Alianza Lima | Perú | 2004 |

### Campeonatos nacionales
| Título           | Club         | País | Año  |
| ---------------- | ------------ | ---- | ---- |
| Primera División | Alianza Lima | Perú | 1997 |
| Primera División | Alianza Lima | Perú | 2001 |
| Primera División | Alianza Lima | Perú | 2003 |
| Primera División | Alianza Lima | Perú | 2004 |
| Segunda División | Sport Boys   | Perú | 2009 |

### Distinciones individuales
| Distinción                                                 | Año       |
| ---------------------------------------------------------- | --------- |
| Goleador de la Primera División (31 goles)                 | 1993      |
| Futbolista del año en Perú                                 | 1993      |
| Goleador de la Primera División (20 goles)                 | 1996      |
| Máximo goleador del Torneo Apertura (10 goles)             | 1997      |
| Futbolista del año en Perú                                 | 2001      |
| Máximo goleador de la historia de Alianza Lima (175 goles) | 2002      |
| Segundo máximo Goleador de la Primera División (178 goles) | 1992-2008 |